# The Bold Bank Robbery
The Bold Bank Robbery er en amerikansk stumfilm fra 1904 af Jack Frawley.